# NGC 3596
NGC 3596 ist eine Balken-Spiralgalaxie vom Hubble-Typ SBc im Sternbild Löwe auf der Ekliptik. Sie ist schätzungsweise 50 Millionen Lichtjahre von der Milchstraße entfernt.
Das Objekt wurde am 8. April 1784 von Wilhelm Herschel entdeckt.

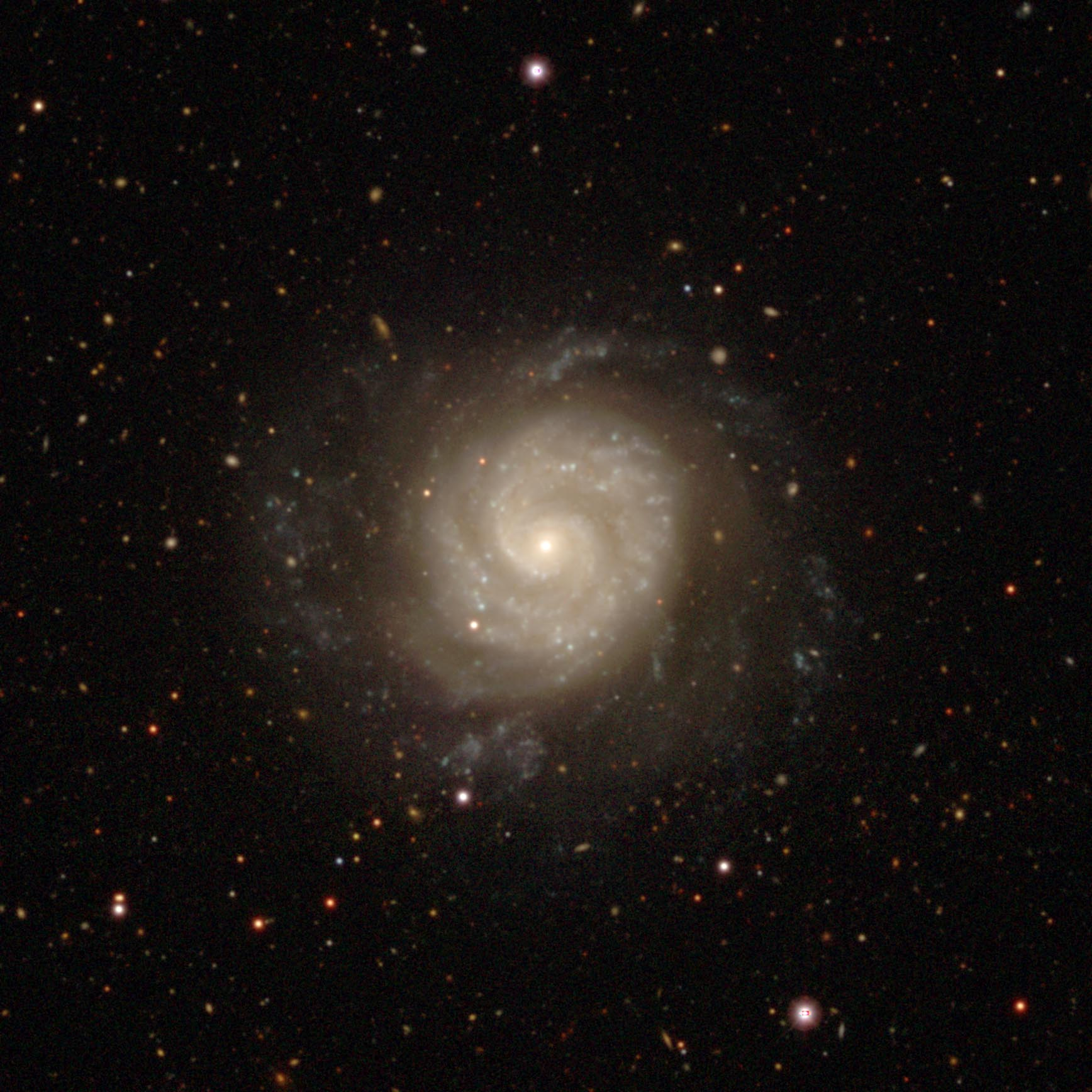
In der Aufnahme der Legacy Survey DR10 sind die schwächer leuchtenden Außenbereiche der Galaxie gut erkennbar